# Exekutivagentur für Verbraucher, Gesundheit, Landwirtschaft und Lebensmittel
Die Exekutivagentur für Verbraucher, Gesundheit, Landwirtschaft und Lebensmittel (CHAFEA, englisch Consumers, Health, Agriculture and Food Executive Agency) ist eine der Exekutivagenturen der Europäischen Union. Diese nehmen unter den Agenturen der EU eine Sonderstellung ein. Sie werden von der Europäischen Kommission gegründet und sind mit der Verwaltung von bestimmten Programmen beauftragt. Dabei sind sie nicht auf Dauer, sondern nur für einen begrenzten Zeitraum eingerichtet und im Rang einer Generaldirektion der Europäischen Kommission gleichgestellt. Die Chafea hat ihren Sitz in Luxemburg und berichtet der Generaldirektion Gesundheit und Verbraucher.
Rechtsgrundlage für diese Exekutivagentur ist zum einen die EU-Ratsverordnung 58/2003 vom 19. Dezember 2002 sowie der Beschluss der Kommission (2008/544/EG) vom 20. Juni 2008.
Die spätere CHAFEA wurde ursprünglich, im Jahr 2005, unter dem Namen Exekutivagentur für das Gesundheitsprogramm (PHEA, Executive Agency for the Public Health Programme) gegründet. Am 20. Juni 2008 wurde die Agentur in Exekutivagentur für Gesundheit und Verbraucher (EAHC, Executive Agency for Health and Consumers) umbenannt und ihre Ziele und Aufgaben wurden neu definiert. Im Januar 2014 wurde sie in Chafea umbenannt.